# سرود ملی گرینلند
سرود ملی گرینلند که «نونارپوت اوتُقارسوئان‌گوراویت» (به معنی "ای سرزمین باستانی ما") نام دارد توسط هنریک لوند نوشته شده و موسیقی آن ساخته یوناتان پیترسون است.
این سرود ملی از سال ۱۹۱۶ رسمیت یافته‌است.

## سرود به زبان گروئنلندی
Nunarput, utoqqarsuanngoravit niaqqut ulissimavoqq qiinik.
Qitornatit kissumiaannarpatit tunillugit sineriavit piinik.
Akullequtaastut merletutut ilinni perotugut tamaani
kalaallinik imminik taajumavugut niaqquit ataqqinartup saani.
Atortillugillu tamaasa pisit ingerlaniarusuleqaagut,
nutarterlugillu noqitsigisatit siumut, siumut piumaqaagut.
Inersimalersut ingerlanerat tungaalitsiterusuleqaarput,
oqaatsit "aviisit" qanoq kingunerat atussasoq erinigileqaarput.
Taqilluni naami atunngiveqaaq, kalaallit siumut makigitsi.
Inuttut inuuneq pigiuminaqaaq, saperasi isumaqaleritsi.

## برگردان فارسی
ای سرزمین باستانی ما، با سری پوشیده از گیسوان سپید،
تو همیشه ما فرزندانت را در آغوش خود نگاه داشته و از موهبت‌های سواحلت به ما ارزانی داشته‌ای
ما همچون فرزندانِ میانی خانواده، در اینجا شکوفا شدیم، ای کَلالیت*
ما خواهان آنیم تا در پیشگاه سر پرغرور و شریف تو، نام خود را برخوانیم
با اشتیاقی آتشین، برای پروراندن و بهره‌یابی از آنچه تو به ما می‌بخشی، از نو می‌سازیم.
همه موانع‌ات را بر سر راه نِیل به اشتیاق خود، برکنده و به پیش می‌پوییم، به پیش.
رسیدن به مسیر جوامع بالغ، هدف غیرتمندانهٔ ماست،
شوق حفظ تأثیر سخن و نوشتار را در دل داریم،
فروتنی، مسیر و راه نیست، ای کلالیت، از خواب خیز و سرفراز باش!
زندگی‌ای باکرامت و وقار هدف ماست؛ پُردلانه موضعی قوی برگزین.